# The Last Starfighter
The Last Starfighter (Brasil: O Último Guerreiro das Estrelas / Portugal: O Último Guerreiro do Espaço) é um filme norte-americano, do gênero ficção científica de space opera, dirigido por Nick Castle e produzido pela Universal Studios. O filme conta a história de Alex Rogan (Lance Guest), um adolescente médio recrutado por uma força de defesa alienígena para lutar em uma guerra interestelar. Ele também contou com Robert Preston, Dan O'Herlihy, Catherine Mary Stewart, Norman Neve e Kay E. Kuter.
The Last Starfighter, juntamente com Tron da Disney, tem a distinção de ser um dos primeiros filmes do cinema para o uso extensivo imagens geradas por computador (CGI) para descrever suas muitas naves, ambientes e cenas de batalha.
The Last Starfighter foi o papel último filme de Preston. Seu personagem, um "vigarista amável", foi uma homenagem ao seu mais famoso papel de Harold Hill, em The Music Man. Houve uma novelização posterior do filme por Alan Dean Foster, bem como um vídeo game baseado na produção. Em 2004, ele também foi adaptado como um musical off-Broadway.

## Enredo
Alex Rogan é um adolescente que vive em um trailer com sua mãe e o irmão mais novo, Louis. Alex joga frequentemente Starfighter, um jogo de arcade sobre uma batalha espacial. Ele torna-se jogador de maior pontuação do jogo, e é abordado pelo inventor do jogo, Centauri, que o convida para fazer um passeio. Alex faz isso, descobrindo o carro é uma nave espacial. Centauri é um alienígena que o leva para o planeta Rylos.

## Elenco
- Lance Guest como Alex Rogan / Beta Alex
- Dan O'Herlihy como Grig
- Catherine Mary Stewart como Maggie Gordon
- Norman Snow como Xur
- Robert Preston como Centauri
- Kay E. Kuter como Enduran
- Barbara Bosson como Jane Rogan
- Chris Hebert como Louis Rogan
- Dan Mason como Lord Kril
- Vernon Washington como Otis
- John O'Leary como Rylan Bursar
- George McDaniel como Kodan Officer
- Charlene Nelson como Rylan Technician
- Heather Locklear como Rylan Indoctrinator (não creditado)[3]
- John Maio como Friendly Alien
- Al Berry como Rylan Spy
- Scott Dunlop como Tentacle Alien
- Peter Nelson como Jack Blake
- Peggy Pope como Elvira
- Meg Wyllie como Granny Gordon
- Ellen Blake como Clara Potter
- Britt Leach como Mr. Potter
- Bunny Summers como Mrs. Boone
- Owen Bush como Mr. Boone
- Marc Alaimo como Hitchhiker
- Wil Wheaton como amigo de Louis
- Cameron Dye como Andy
- Geoffrey Blake como Gary

## Produção
The Last Starfighter é um dos primeiros filmes a fazer uso extensivo da computação gráfica por seus efeitos especiais. No lugar de modelos físicos, modelos prestados 3D foi utilizado para demonstrar naves espaciais e muitos outros objetos. O Gunstar e outras naves espaciais eram a concepção do artista Ron Cobb, que também trabalhou em Alien, Star Wars e Conan, o Bárbaro.
Os gráficos de computador para o filme foram prestados pela Digital Productions em um supercomputador Cray X-MP. A empresa criou 27 minutos de efeitos para o filme. Isto foi considerado uma grande quantidade de imagens geradas por computador, no momento. Para as 300 cenas contendo computação gráfica no filme, cada quadro da animação continha uma média de 250,000 polígonos, e tinha uma resolução de 3000 × 5000 pixels 36-bit. Digital Productions estima que o uso de animação por computador necessário apenas metade do tempo, e metade a um terço do custo de efeitos especiais tradicionais. O resultado foi um custo de $14 milhões para um filme que fez cerca de $21 milhões em bilheteria.
Nem todos os efeitos especiais do filme foram feitas com animação por computador. A representação da unidade Beta antes de ter tomado a forma de Alex era um efeito prático, criado a partir de materiais e produzido em conjunto. O Starcar criado por Gene Winfield e dirigido por Centauri também foi um suporte real.

## Música
A trilha sonora de Craig Safan para o filme apela para uma orquestra extraordinariamente grande, incluindo seis trompetes e trombones seis, que são usados ao mesmo tempo para jogar o tema principal em doze partes harmonia.
Southern Cross lançou um álbum de trilha sonora no momento do lançamento do filme (mais tarde reeditado em CD em 1987).
Em 1995, Intrada emitiu um álbum ampliado, que omitiu as músicas creditadas a Safan/Mueller/Magness, e incluiu as versões completas de várias pistas, incluindo "Into the Starscape" (na versão original ele corta no ponto no filme, quando Louis gritos ao ver do Gunstar decolando na tela de vídeo game e na vida real, no filme a música continua nos créditos finais).

## Recepção
The Last Starfighter foi um sucesso financeiro, ganhando mais de $28 milhões dólares em um orçamento estimado de $15 milhões.
Baseado em 26 comentários, Rotten Tomatoes classifica The Last Starfighter em uma classificação de 75% "fresco". Roger Ebert deu ao filme duas estrelas e meia de quatro estrelas, afirmando que enquanto os atores eram bons, The Last Starfighter "não era um filme terrivelmente original", mas mesmo assim foi "bem-feito". Halliwell's Film Guide descreveu o filme como "uma variação surpreendentemente agradável sobre o boom Star Wars, com performances afiadas e espirituoso de dois confiáveis atores do gênero e algumas engenhocas elegante para compensar o mooning adolescente." Gene Siskel incluiu o filme em sua lista de "Guilty Pleasures", descrevendo-o como "um Star Wars rip-off, mas o melhor".

## Adaptações
The Last Starfighter' popularidade resultou em várias adaptações não-filme da história e os usos do nome. Alan Dean Foster escreveu uma novelização do filme, logo depois que foi lançado (ISBN 0-425-07255-X). No mesmo ano, como o lançamento do filme, a Marvel Comics publicou uma adaptação em quadrinhos do filme pelo escritor Bill Mantlo e artistas Bret Blevins e Tony Salmons em Marvel Super Special #31. A adaptação também estava disponível como uma edição de três série limitada. Em 2004, ele também foi adaptado como um musical estreando off-Broadway no Storm Theatre em Nova York.
Em 1984, FASA, um fabricante conhecido sci-fi de jogo de mesa, criou um sistema de jogo para The Last Starfighter.

### Vídeo games

#### Arcade
Um verdadeiro jogo de arcade The Last Starfighter pela Atari, Inc. é prometido nos créditos finais, mas nunca foi lançado. Se liberado, o jogo teria sido o primeiro jogo 3D poligonal do Atari Arcade para usar um Motorola 68000 como a CPU. Gameplay teria sido levado de cenas de caça e cenas de batalha espacial no filme e teria incluído o mesmo controlador que foi usado no primeiro jogo de arcade de Star Wars. Em última análise, não foi liberado porque a máquina de arcade teria um preço de venda de $10,000, o que o vice-presidente de Atari considerou muito alto.

#### Computador em casa e console
Versões domésticas do jogo para o Atari 2600 e Atari 8-bit para computadores domésticos de 8 bits também foram desenvolvidas, mas nunca lançado comercialmente sob o nome Last Starfighter. A versão computador em casa acabou sendo rebatizado e lançado (com algumas pequenas alterações) como Star Raiders 2. Um protótipo existe para o jogo Last Starfighter de Atari 2600, que era na verdade um jogo já em desenvolvimento pela Atari sob o nome de Universe. Este jogo foi finalmente lançado como Solaris.
Em 1990, um jogo de NES intitulado The Last Starfighter foi lançado, mas foi realmente uma conversão de Uridium para Commodore 64, com sprites modificados, tela de título e trilha sonora.
Uma versão jogável freeware do jogo, com base no que é visto no filme, foi lançado para PC em 2007. Esta é uma reprodução fiel do jogo de arcade do filme e apresenta sons completos efeitos e música do jogo. Os criadores deste jogo, Rogue Synapse, também construiu um gabinete arcade de trabalho do jogo.

## Sequência
Em fevereiro de 2008, a empresa de produção GPA Entertainment agregado "Starfighter - A sequência do filme clássico Last Starfighter" à sua lista de projetos e dois meses depois, o projeto foi relatado para ser "preso na fase de pré-produção". Ele ainda estava lá a partir de janeiro de 2012.